# Guido Reni
Pour les articles homonymes, voir Le Guide.
Guido Reni dit le Guide, né à Bologne le 4 novembre 1575 et mort à Bologne le 18 août 1642 est un peintre, fresquiste et graveur italien de la période baroque, bien que ses œuvres aient montré une manière classique, semblable à Simon Vouet, Nicolas Poussin et Philippe de Champaigne. Il peint principalement des œuvres religieuses, mais aussi des sujets mythologiques et allégoriques. Actif à Rome, à Naples et dans sa Bologne natale, il devient la figure dominante de l'École de peinture de Bologne qui émerge sous l'influence des Carracci.
Il est imprégné par l'idéal maniériste de la grâce michelangelesque (grazia), mais affirme un style particulièrement influencé par le Caravage.

## Biographie

### Jeunesse
Reni naît en 1575 à Bologne, dans l'actuel Palazzo Ariosti au 3 de la via San Felice, dans une famille de musiciens. Guido Reni est le seul enfant de Daniele Reni, musicien et professeur de la chapelle de l'église San Giacomo Maggiore de Bologne (et non la basilique San Petronio de Bologne, comme certains auteurs plus tard l'affirmèrent), et de Ginevra Pozzi, issue aussi d'une famille de musiciens. Il n'est donc pas surprenant que Guido Reni reçoive également une formation musicale dans son enfance, aime la musique plus que la littérature tout au long de sa vie et qu'il ait, selon Carlo Cesare Malvasia et Giovanni Battista Passeri, souvent chanté en peignant. Cela correspond également à la maxime de la Théorie de l'art « ut musica pictura », qui voit l'art et la musique dans une relation étroite et fructueuse et est représentée, entre autres, par les Carracci. Il est baptisé le 7 novembre dans l'église métropolitaine San Pietro. Une tradition erronée, qui remonte à la fin du XVIIIe siècle, lui donne naissance à Calvenzano (Vergato), dans les Apennins bolonais, au sud-ouest de Bologne.
En 1584, selon l'historien Carlo Cesare Malvasia qui rencontra le peintre, il abandonne les études musicales qu'il avait commencées avec son père pour entrer comme apprenti, à l'âge de neuf ans, dans l'atelier bolonais du peintre flamand Denis Calvaert, ami de son père, qui s'engage à le garder pendant dix ans. Il a pour compagnons d'apprentissage des peintres voués à un grand succès tels que Francesco Albani et Le Dominiquin.
Son père décède le 7 janvier 1594. En 1595, lorsque Guido a environ vingt ans, les trois élèves de Calvaert rejoignent l'atelier rival naissant, l'académie des Carracci fondée en 1582, portant le nom de Accademia dei desiderosi (« de ceux qui désirent »), puis d'Académie bolonaise des Incamminati (« de ceux qui progressent »), dans la même ville, dirigée par Lodovico Carracci. Ils forment le noyau d'une école prolifique et réussie de peintres bolonais qui ont suivi le cousin de Lodovico, Annibale Carracci, à Rome.
Il commence à peindre d'après modèles vivants, apprend la technique de la gravure et comment faire des modèles en terre cuite. Il approfondit la peinture à l'huile, la gravure au burin (par exemple reproduisant l'Elemosina di San Rocco d'Annibale) et en copiant plusieurs fois chaque partie de L'Extase de sainte Cécile, alors exposée dans l'église San Giovanni in Monte. On sait qu'il étudie notamment les gravures d'Albrecht Dürer. Il est particulièrement influencé par Lodovico Carracci, avec qui il collabore à de nombreux projets décoratifs.
Il y montre son talent : Malvasia raconte l'anecdote de la suggestion donnée par Annibale à Lodovico Carracci, de « ne pas lui apprendre tellement, qu'un jour il en saura plus que nous tous. Vous ne voyez pas à quel point il est heureux, il est à la recherche de nouvelles choses ? Réconciliez-vous, Lodovico, qu'un jour il veuille vous faire soupirer ».
Reni réalise les commandes pour ses premiers retables à l'académie Carracci. Il quitte l'académie en 1598, après une dispute avec Ludovico Carracci au sujet d'un travail non rémunéré. À cette époque, il réalise ses premières gravures, une série commémorant la visite du pape Clément VIII à Bologne en 1598, de passage à l'occasion de la dévolution du Duché de Ferrare aux États pontificaux.
Les premières œuvres documentées de Guido sont une fresque représentant La Sainte Famille et l'Enfant saint Jean, qu'il peint dans la villa du peintre Cesare Aretusi (maintenant dans une collection privée de Bologne) et un Couronnement de la Vierge avec Quatre Saints, qu'il peint en 1598, déjà peintre indépendant, pour les olivétains de l'église San Bernardo de Bologne (aujourd'hui à la Pinacothèque nationale de Bologne). En 1596-1597, il réalise une fresque avec la Chute de Phaéton au Palazzo Zani (aujourd'hui, Palazzo Rossi).
Il remporte le concours, en compétition avec Lodovico Carracci, pour la décoration de la façade du Palazzo del Reggimento (l'actuel hôtel de ville de Bologne) : les fresques, commandées en l'honneur de la visite du pape Clément VIII et représentant des figures allégoriques, s'étaient déjà effacées au XIXe siècle. Elles marquent la rupture avec son ancien maître et avec les autres élèves des Carracci. Les peintures de la Vierge à l'Enfant, Saint Dominique et les Mystères du Rosaire de la basilique Saint-Luc sont contemporaines, tout comme parmi plusieurs autres œuvres, l'Assomption de la Vierge dans la paroisse de Pieve di Cento. Le 5 décembre 1599, il est élu au Conseil de la Congrégation des Peintres de Bologne.

### Rome

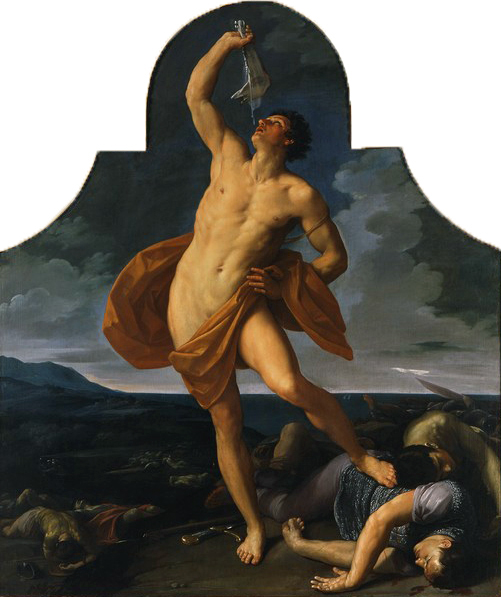
Samson victorieux (1611), Pinacothèque nationale de Bologne.

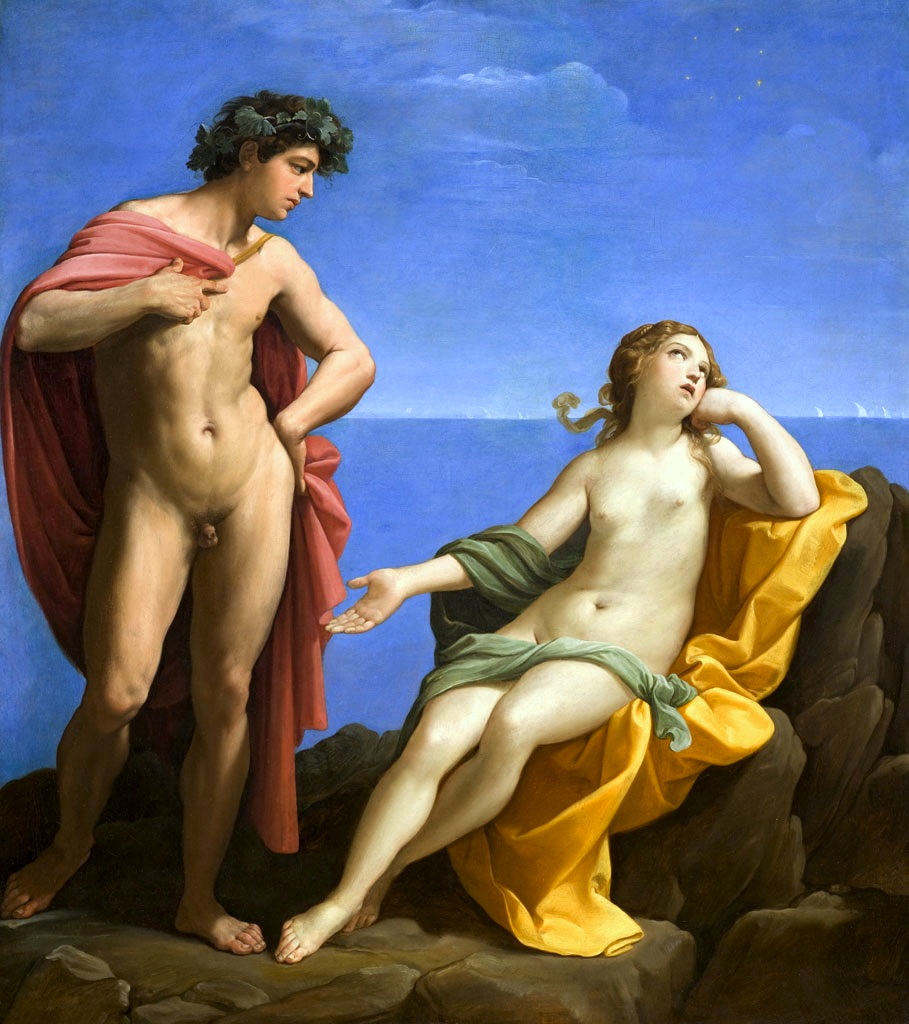
Bacchus et Ariane, vers 1619-1620, Los Angeles County Museum of Art.

Guido Reni se rend à Rome pour étudier les œuvres de Raphaël ainsi que les sculptures antiques : Reni a été littéralement fasciné par L'Extase de sainte Cécile de Raphaël. Peut-être dès 1600, mais certainement en 1601, il est à Rome, où le 11 octobre, il est payé par le cardinal Sfondrato pour son Martyre de sainte Cécile de l'église Sainte-Cécile-du-Trastevere : pour le même client et la même église, il réalise également le tondo du Couronnement des saints Cécile et Valérian et une copie - cette fois entière - de la peinture bolonaise de Raphaël, l'Extase de sainte Cécile avec quatre saints, aujourd'hui dans l'Église Saint-Louis-des-Français de Rome et peinte à Bologne avant son départ.
Reni et Albani s'installent à Rome pour travailler avec les équipes dirigées par Annibale Carracci à la décoration des fresques du palais Farnèse aux côtés du Dominiquin et de Giovanni Lanfranco.
En mars 1602, il retourne dans sa ville natale pour assister aux funérailles du grand Agostino Carracci qu'il documente dans une série de gravures. Il travaille avec Ludovico Carracci sur les décorations (mal conservées) du cloître de San Michele in Bosco.
Il voyage de Bologne à Rome et de là à Lorette (Italie), pour s'occuper des décorations de la Sainte Maison de Lorette qui sont cependant confiées à Cristoforo Roncalli. À cette époque, il peint le Christ en Pietà adoré par les saints Vittore et Corona, par sainte Tecla et San Diego d'Alcalà, maintenant dans la chapelle de l'Épine sacrée de la cathédrale d'Osimo (vers 1601) et la Trinité avec la Vierge de Lorette (1604) pour l'Église de la Trinité ou du Sacrement de la même ville. Les deux œuvres sont commandées par le cardinal Antonio Maria Galli, une création de Sixte V, connue dans l'histoire artistique pour ses commandes au peintre Cristoforo Roncalli, Le Pomarancio.
De retour à Rome, il essaie d'abord de trouver du travail avec Annibale Carracci, mais à la place (selon Malvasia) il entre dans l'atelier du Cavalier d'Arpino. À cette époque, Reni adopte temporairement le ténébrisme et le naturalisme du Caravage comme dans le retable Crucifiement de saint Pierre pour l'église romane de San Paolo alle Tre Fontane (aujourd'hui à la Pinacothèque vaticane) pour le cardinal Pietro Aldobrandini, achevé en 1605, ou dans le tableau David avec la tête de Goliath (Musée du Louvre, Paris). Cependant, ce n'est qu'une phase temporaire, bien qu'il reprenne plus tard le ténébrisme ponctuellement et de manière appropriée en fonction du sujet. Pour Malvasia, Cavalier d'Arpin aurait suggéré le sujet du Crucifiement de saint Pierre, dérivé de la toile caravagesque de l'église Santa Maria del Popolo, pour nuire au Caravage, le favori des clients. Il reproduit partiellement les contrastes de lumière mais supprime le drame : son crucifiement est un travail tranquille d'artisans, qui renversent sur la croix un saint résigné, le ligotent et le clouent avec des gestes lents et méthodiques.
Sa recherche de la beauté idéale puise dans le classicisme raphaëlien, dans la médiation des Carracci, ne touche qu'à la vision naturaliste du Caravage, mais s'en éloigne par la nécessité de la recouvrir de décors ; le David avec la tête de Goliath au Louvre, le Martyre de sainte Catherine pour l'église Sant'Alessandro a Conscente, maintenant au Musée Diocésain d'Albenga en Ligurie, La prière au jardin de Sens (Yonne) et Le Couronnement de la Vierge de Londres, font partie de cette expérience située dans la première décennie du siècle.

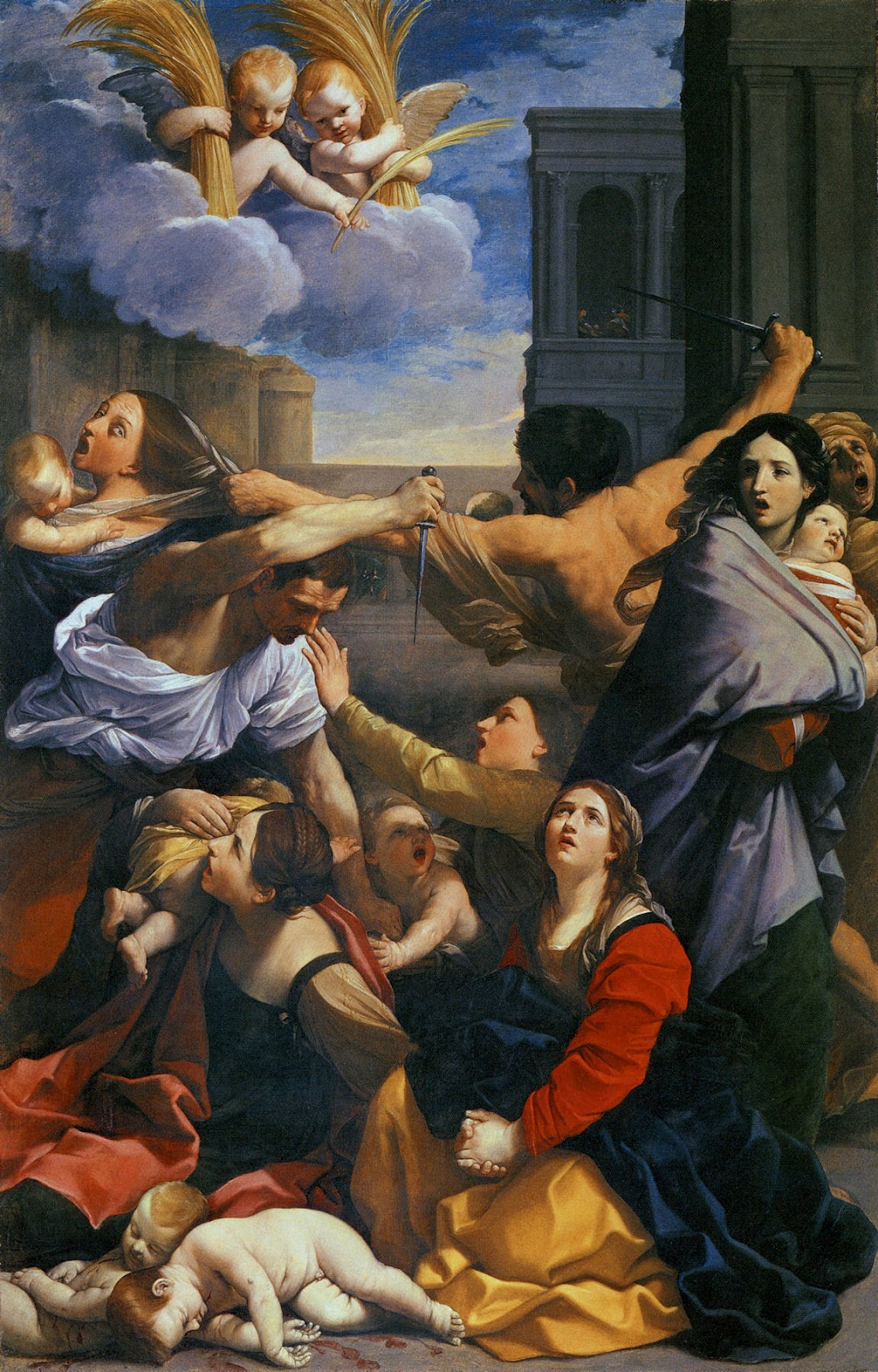
Massacre des Innocents (1611), Pinacothèque nationale de Bologne.

Après un bref retour à Bologne, il retourne à Rome pour devenir l'un des premiers peintres du pontificat du pape Paul V de la (famille Borghese) ; entre 1607 et 1614, il devient l'un des peintres les plus sollicités par celle-ci.
Sa renommée est tellement consolidée qu'en 1608, le pape Paul V lui confie la décoration de deux salles du palais du Vatican, la Salle des Noces Aldobrandines et la Salle des Dames, et son neveu, le cardinal Borgherini, les fresques de l'église San Gregorio al Celio, le Martyre de saint André et L'Éternel dans la gloire, dans une sorte de compétition artistique avec Le Dominiquin qui a exécuté la Flagellation de saint André. L'année suivante il commence la décoration de la chapelle de l'Annonciation du palais du Quirinal, avec l'aide de membres de l'atelier Carracci, à savoir Francesco Albani, Antonio Carracci, Jacopo Cavedone, Tommaso Campana, mais surtout Giovanni Lanfranco ; l'inscription à la fin de l'ouvrage porte la date 1610, y compris les fresques sur les murs et le tableau de l'Annonciation sur l'autel, « avec plus d'applaudissements et d'étonnement de toute la Cour, qui vint l'admirer comme une chose prodigieuse » (Malvoisie). Le retable principal de L'Annonciation (à l'huile) a été peint par Reni seul.
Le 25 septembre 1609, bien que sous la direction artistique du Cavalier d'Arpin, il reçoit le premier acompte pour les fresques de la chapelle Pauline de la basilique Sainte-Marie-Majeure qu'il interrompt à la fin de 1610, apparemment en raison de conflits avec l'administration papale. Il revient à Bologne après 1614, année où il termine L'Aurore du casino Rospigliosi (à Rome).
Le Massacre des Innocents et le Samson vainqueur sont probablement commencés à Rome et sont terminés à Bologne (vingt écus lui ont en effet été avancés à Rome pour la commission du Massacre).
Si Samson est un géant efféminé qui se rafraîchit après le massacre, et que les morts semblent dormir paisiblement dans la sérénité naissante d'une vaste plaine, dans le Massacre, représenté avec six femmes, deux enfants morts et deux meurtriers, la tragédie se fige. Nicolas Poussin, les peintres néoclassiques français et même Pablo Picasso qui rappelle la toile de Reni dans certaines parties de son Guernica, se sont souvenus de ce tableau, son chef-d'œuvre absolu. Turbulent mais réaliste, il est peint d'une manière qui rappelle un Raphaël tardif par notamment la symétrie de la composition.
Il revient à Rome en 1612, pour finir les fresques de Sainte-marie-Majeure en avril. Le plafond décoré de fresques par Reni du grand vestibule central du Casino dell' Aurora, situé dans l'enceinte du palais Pallavicini Rospigliosi actuel, est considéré comme son chef-d'œuvre au niveau de la fresque et montre déjà son classicisme baroque en plein essor. Le bâtiment était à l'origine un pavillon commandé par le cardinal Scipione Caffarelli-Borghese dont la partie arrière donne sur la Piazza Montecavallo et le palais du Quirinal. La fresque massive est encadrée par quatre tableaux. Le travail est classique, copiant les poses des sarcophages romains et montrant beaucoup plus de simplicité et de retenue que le tumultueux Triomphe de Bacchus et Ariane de Carracci du palais Farnèse. La fresque grandiose a un grand succès jusqu'au néo-classicisme : le char d'Apollon, entouré des chiffres des Heures est précédé d'Aurore tandis qu'au-dessus des quatre chevaux vole Éosphoros, l'étoile du matin, avec une torche allumée ; en bas à droite figure un paysage marin.
Dans ce tableau, Reni se rapproche davantage avec les plus sévères Cavalier d'Arpin, Giovanni Lanfranco et Francesco Albani de l' « École » de peinture mytho-historique, et moins avec les fresques plus encombrées caractéristiques de Pierre de Cortone. Il y a peu de concessions à la perspective et le style aux couleurs vives est à l'opposé du ténébrisme des disciples du Caravage. Des documents montrent que Reni a été payé 247 scudi et 54 baiocchi à la fin de son travail le 24 septembre 1616[réf. nécessaire].
L’œuvre du Caravage lui procure un choc bref, mais très significatif, qui l’amène à se risquer dans l’interprétation de ce grand maître sans pour autant faillir à ses propres conceptions idéalistes. Au-delà de l’expérience naturaliste du Caravage, estimé pour son luminisme et sa valeur picturale, Reni affirme sa conception personnelle de l’art en tant que représentation du naturel expurgé de toute laideur, de toute vulgarité. À partir de ce moment, les incertitudes se dissipent ; d’un limbe crépusculaire commencent à émerger des figures d’une beauté raffinée, animées d’une vitalité douce et ferme, et dont l’expression est tout à la fois romantique et héroïque. La réussite de Reni s’amorce simultanément dans les cercles artistiques les plus importants de Rome et de Bologne, où il se rend alternativement et sans marquer de préférence. Fermé désormais à toute influence extérieure, il perfectionne son propre langage expressif dans la ligne du plus pur classicisme rythmique, mais en termes picturaux affinés, avec des reflets de tonalités d’une grande transparence et d’une précieuse délicatesse.

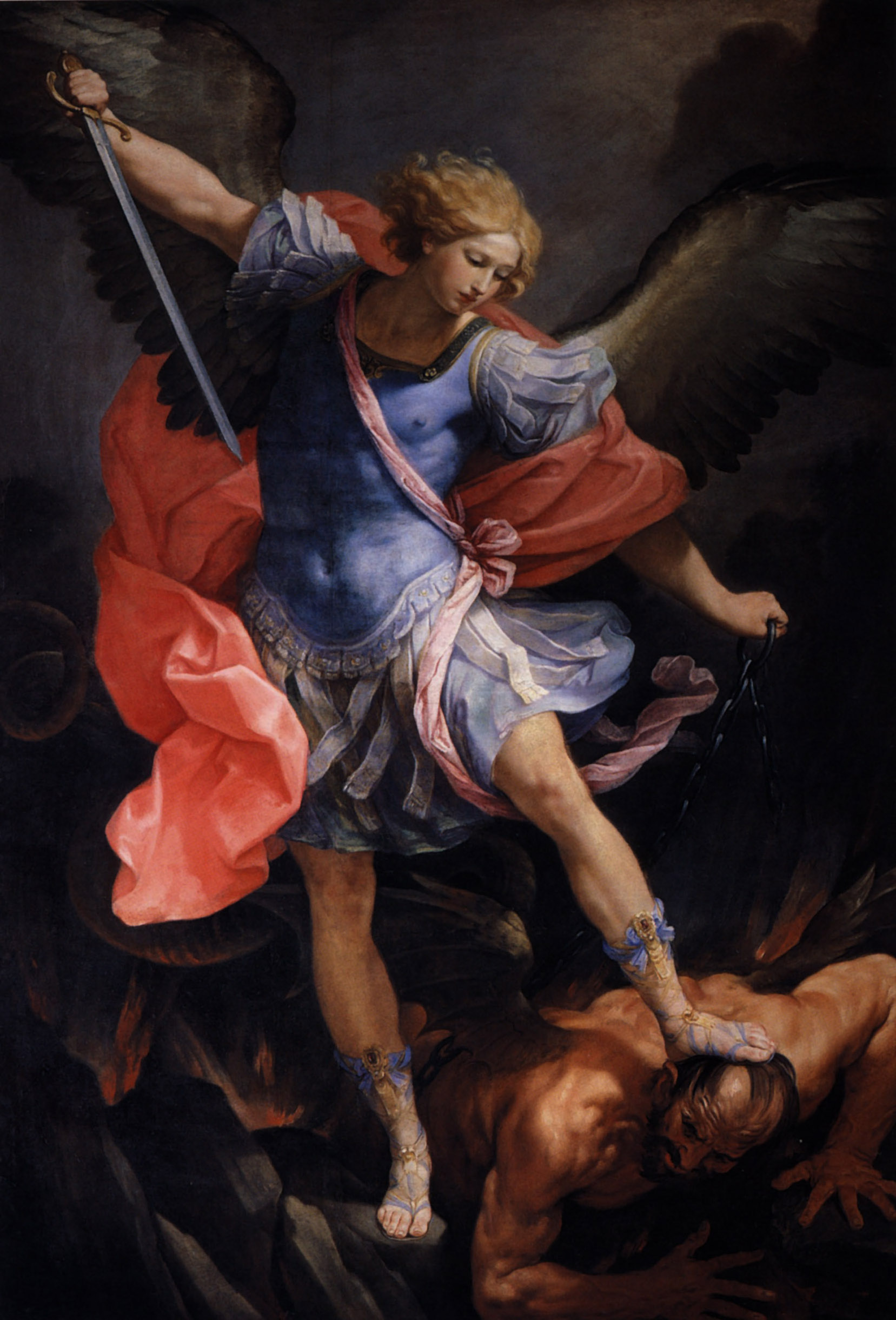
Saint Michel Archange, 1636.

En 1609, Reni travaille aux côtés du Dominiquin dans la réalisation de deux grandes fresques dans l'oratoire Sant'Andrea al Celio à Rome. Giovanni Pietro Bellori, qui diffuse la théorie classique du beau idéal dans ses Vite de' pittori, scultori e architecti moderni (1676), raconte comment Carracci apprend quelle est la fresque la plus réussie : une vieille femme reste silencieuse devant celle de Reni mais parvient à expliquer l'histoire à son enfant devant Le Martyre de saint André du Dominiquin.
Selon la rumeur, la chapelle pontificale de Montecavallo (chapelle de l'Annonciation) est confiée à Reni mais, parce qu'il s'estime sous-payé par les ministres pontificaux, l'artiste quitte de nouveau Rome pour Bologne, laissant la prééminence à Rome au Dominiquin.
Il retourne à Rome en 1627 pour peindre les fresques, commandées par le cardinal Barberini, des Histoires d'Attila à la basilique Saint-Pierre ; il impose que personne - « pas même les cardinaux » - ne monte sur l'échafaudage pendant les travaux et pourtant il ne les commence pas et part brusquement pour Bologne, en raison de l'hostilité de certains cardinaux et de la jalousie de Francesco Gessi, son ancien élève. On pense également que Reni abandonne la peinture à fresque parce qu'il trouve trop dangereux et fatigant de travailler sur de hauts échafaudages.
Au cours de ce séjour à Rome, il reçoit la commande de L'Enlèvement d'Hélène de l'ambassadeur d'Espagne, mais ne s'entend pas sur la rémunération. Elle est alors vendue en France à Louis Ier Phélypeaux de La Vrillière : c'est une scène froide et décorative d'un mélodrame courtois, contrairement au Portrait du cardinal Bernardino Spada, conservé dans la galerie romaine du même nom, offert par le peintre à son ami le cardinal, légat du pape à Bologne. Bernardino Spada est représenté avec une sympathie évidente et un rendu des couleurs vibrant qui valorise son aspect aristocratique et intelligent dans un contexte de sang-froid et de bienséance.
En 1630, la famille Barberini du pape Urbain VIII commande à Reni une peinture sur soie de saint Michel Archange terrassant le démon pour l'église Santa Maria della Concezione dei Cappuccini. Le tableau, achevé en 1636, a donné lieu à une vieille légende selon laquelle Reni avait représenté Satan, écrasé sous le pied de saint Michel, avec les traits du visage du cardinal Giovanni Battista Pamphilj pour se venger d'un affront. Célébré comme un exemple de beauté idéale, Reni, dans une lettre, écrit qu'il souhaitait avoir « des pinceaux angéliques ou des formes du Paradis pour former l'Archange ou le voir au Ciel ; mais je n'ai pas pu monter si haut et en vain je l'ai cherché par terre. Alors je l'ai regardé sous cette forme que je me suis imposée dans l'idée ».

### Installation à Bologne

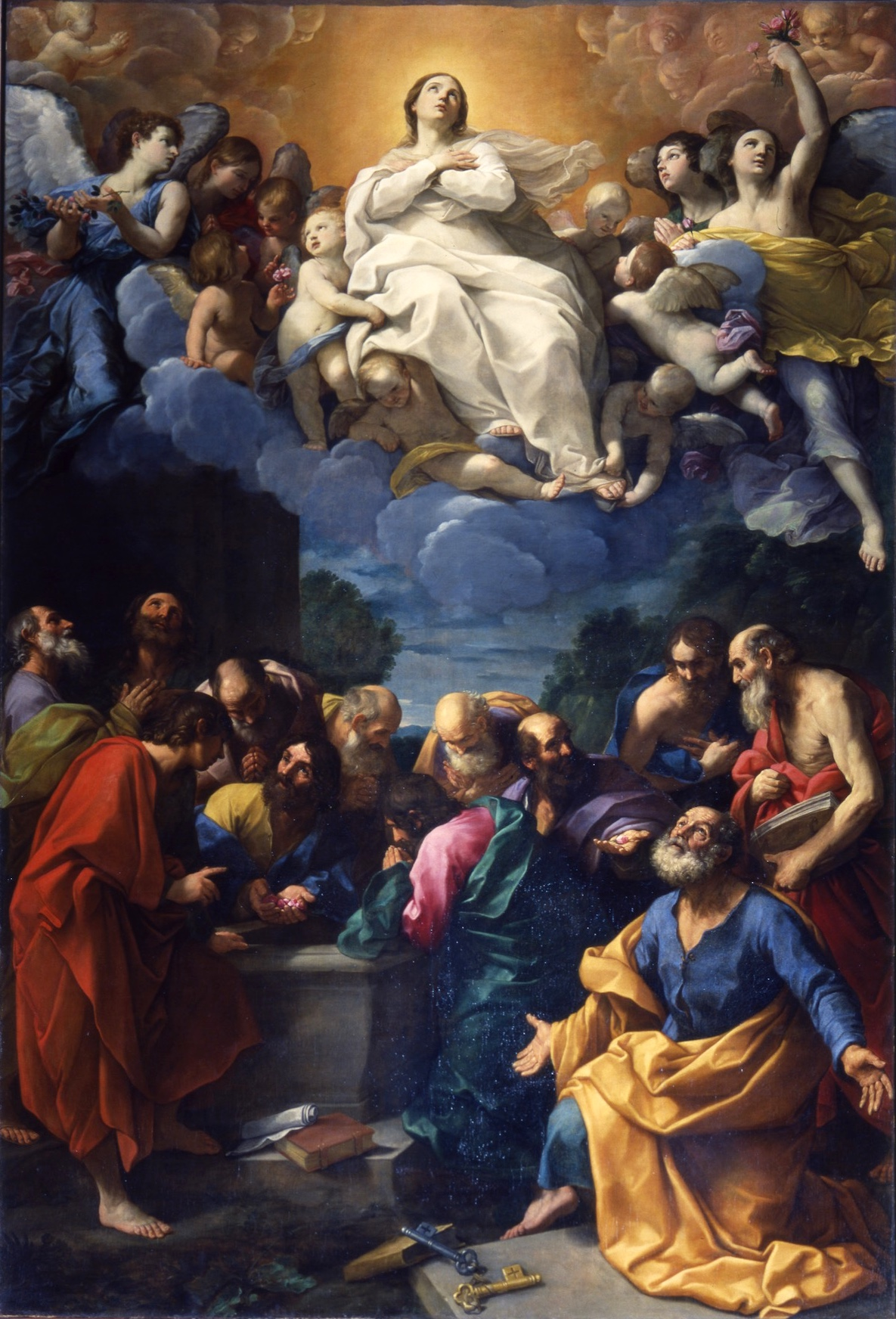
Assomption de la Vierge, 1616, huile sur toile,, Chiesa del Gesù, Gênes.

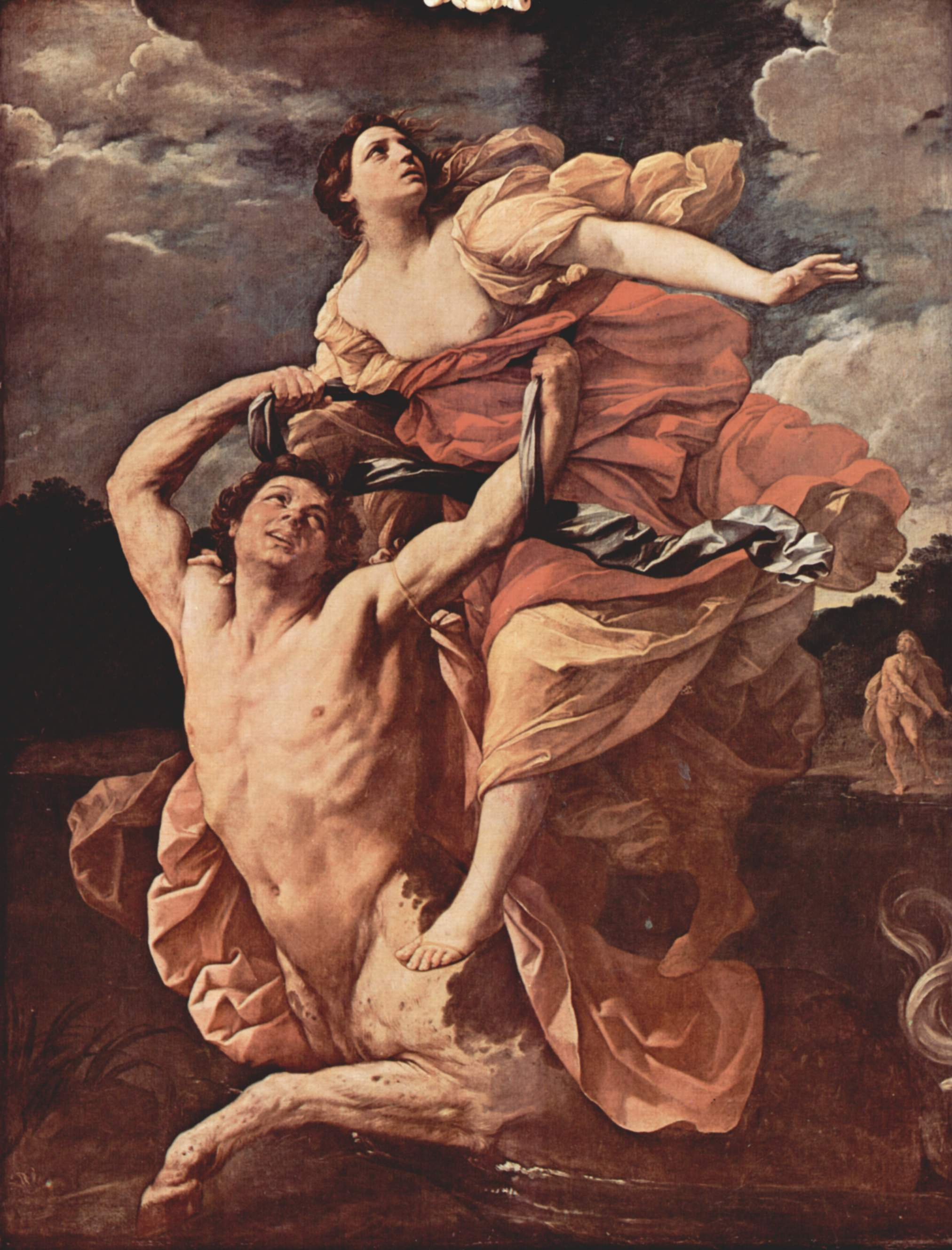
Déjanire enlevée par le centaure Nessus (1621), Musée du Louvre, Paris.

En 1614, bien que renié par Annibale Carrache dans ses travaux, Reni atteint l'apogée de son succès et s'établit à Bologne où il vit le reste de sa vie avec quelques brèves interruption et où il est l'artiste principal au plus tard après la mort de Ludovico Carracci (1619), dirigeant un grand atelier et recevant les commandes les plus importantes de clientèle ecclésiastique et privée,. Quelle qu'ait été la cause de cette décision, désaccord avec la cour papale, qui l'aurait contraint à quitter Rome, comme le laissent entendre certaines sources, ou besoin d'une plus grande indépendance, plus aisément concevable dans une ambiance provinciale, le retour dans son pays natal coïncide avec un enrichissement de ses thèmes picturaux et de ses expériences. La grande et sévère Pala des mendiants (Pinacothèque nationale de Bologne), construite sur deux registres (La Pietà d'une part et les Saints protecteurs de Bologne de l'autre), comme un tableau du quattrocento, témoigne d'une crise spirituelle résolue en termes poétiques. Chacune des œuvres composées à cette époque représente une tentative nouvelle pour varier et enrichir intérieurement la vision de formes sublimées, inspirées par un sentiment religieux intense et profond ou conçues dans le climat contenu d'une évocation nostalgique des paradis perdus. Après avoir quitté Rome, Reni peint alternativement dans différents styles, mais affiche des goûts moins éclectiques que de nombreux élèves de Carracci. Par exemple, son retable de Samson Victorieux formule des poses stylisées, comme celles caractéristiques du maniérisme.
Il exécute des œuvres qui seront des prototypes de nombreuses toiles du XVIIe siècle telles que, pour l'église Santa Maria della Pietà, l'immense retable appelé Pietà dei Mendicanti, commandé par le Sénat bolonais, la Crucifixion aujourd'hui à la Pinacothèque nationale et L'Assomption de la Vierge de l'église du Gesù de Gênes qui est ressenti comme assez baroque et a également été influencé par Titien.
Reni y établit un atelier prospère et prolifique dans sa ville. Il y aurait presque abandonné la peinture et s'est d'abord essayé comme marchand d'art, mais est persuadé par ses collègues, dont son ex-professeur Calvaert, de continuer à peindre. Les travaux qu'il a en cours, simultanément et sur de grands formats, tant à Rome qu'à Bologne, nécessitent la collaboration de collègues, d'assistants et de jeunes praticiens. Nombreux sont les jeunes peintres qui aspirent à être considérés comme ses élèves, participant activement à la vie de ses différentes « chambres » ou passant sporadiquement pour se faire quelques idées de ses travaux en cours ; pour cette raison, Reni réserve des espaces isolés pour ses œuvres les plus importantes, pour éviter le plagiat par les jeunes de passage et pour atténuer l'envie de ses plus proches assistants. Carlo Cesare Malvasia en vient à parler de deux cents élèves, avertissant qu'à cette époque, certains artistes s'attribuaient le titre d'« élève de Guido Reni » pour se donner de l'importance, alors qu'ils n'étaient peut-être restés que quelques jours dans l'un de ses ateliers.
Il est chargé de décorer la coupole de la chapelle Saint Dominique dans la basilique San Domenico de Bologne, avec la fresque rayonnante de Saint Dominique en gloire, commencée en 1613 et immédiatement interrompue en raison d'un voyage à Rome, et terminée en 1615, un chef-d'œuvre qui peut supporter la comparaison avec l'Arca di San Domenico en dessous. Il contribue également à la décoration de la Chapelle du Rosaire dans la même église avec une Résurrection. En 1616, il achève la fresque du plafond de la chapelle du Sacrement de la cathédrale de Ravenne, Moïse et la récolte de la manne, avec ses collaborateurs Francesco Gessi, Giovan Giacomo Sementi et Bartolomeo Marescotti.
Le 20 juin 1617, il est appelé à Mantoue pour effectuer des décorations au palais ducal mais refuse en raison des « infirmités mortelles » que lui causeraient la peinture à fresque ; il peint quatre toiles pour le duc avec les travaux d'Hercule : Hercule sur le bûcher, Hercule et Archelous, Hercule et l'Hydre et Déjanire enlevée par le centaure Nessus (aujourd'hui au Louvre). Deux autres toiles ont été perdues (Vénus et les trois grâces et le Jugement de Pâris).
La toile d'Atalante et Hippomène est apparue au XVIIe siècle dans la Collection Gonzague à Mantoue. Elle représente le mythe de la course entre Hippomène et l'invincible Atalante, qui perdra la course - et sa virginité - pour s'arrêter et ramasser les pommes d'or lâchées par Hippomène pendant la course. « Nus d'Erebus, fantômes du crépuscule perpétuel, Atalante et Hippomène sont frappés d'une lumière fantomatique : évoqués, rappelés de nulle part.... la chair est imprégnée d'une lumière lunaire abstraite. Une diagonale de rougissements, dans cette pâleur livide, des teints plus rosés, un souffle à peine vital passe entre les mains des deux adolescents, grimpant du visage du jeune homme à la main de la fille qui interrompt la course et se distrait pour ramasser la pomme lancée par le rival : un geste-glissade, qui dans son rythme de danse courbe découvre une nudité de membres mous, légèrement détériorés... Atalante absorbée dans une indifférence hermétique, Hippomène qui se retire effrayé par la magie fascinante de la pomme, divergent dans une relation de solitude fraternelle, incommunicable » (Cesare Garboli).
Quittant brièvement Bologne en 1618, Reni se rend à Naples pour terminer une commande de peinture de plafond dans une chapelle de la cathédrale Notre-Dame-de-l'Assomption de Naples. En mai 1622, ne parvenant pas à un accord financier, il part pour Rome, après avoir peint trois toiles pour l'église San Filippo Neri qui se trouvent maintenant dans la galerie de l'église des Girolamini. S'il n'existe aucune preuve documentaire des prétendues et obscures manœuvres ourdies contre lui par les peintres napolitains (des peintres locaux de premier plan, dont Belisario Corenzio, Battistello Caracciolo et José de Ribera, résistent avec véhémence aux concurrents et, selon la rumeur, auraient conspiré pour empoisonner ou nuire à Reni, comme cela a pu arriver au Dominiquin à Naples après lui ; Reni, qui a une grande peur d'être empoisonné et de la sorcellerie, choisit de ne pas rester plus longtemps), une lettre datée du 20 août du comte Barbazzi au duc de Mantoue atteste de « l'extrême besoin » d'argent du peintre, « d'un très gros gâchis ».
Il continue à recevoir de nombreuses commandes de retables de toute l'Europe, comme une Immaculée Conception pour Séville (aujourd'hui au Metropolitan Museum of Art de New York) ou une Annonciation pour la reine de France Marie de Médicis (aujourd'hui au musée du Louvre à Paris). Le Baptême du Christ (1622-1623), maintenant au Musée d'Histoire de l'art de Vienne, est peint à l'origine pour l'orfèvre ou bijoutier flamand basé à Bologne Jan Jacobs, qui est un ami de son professeur Calvaert.

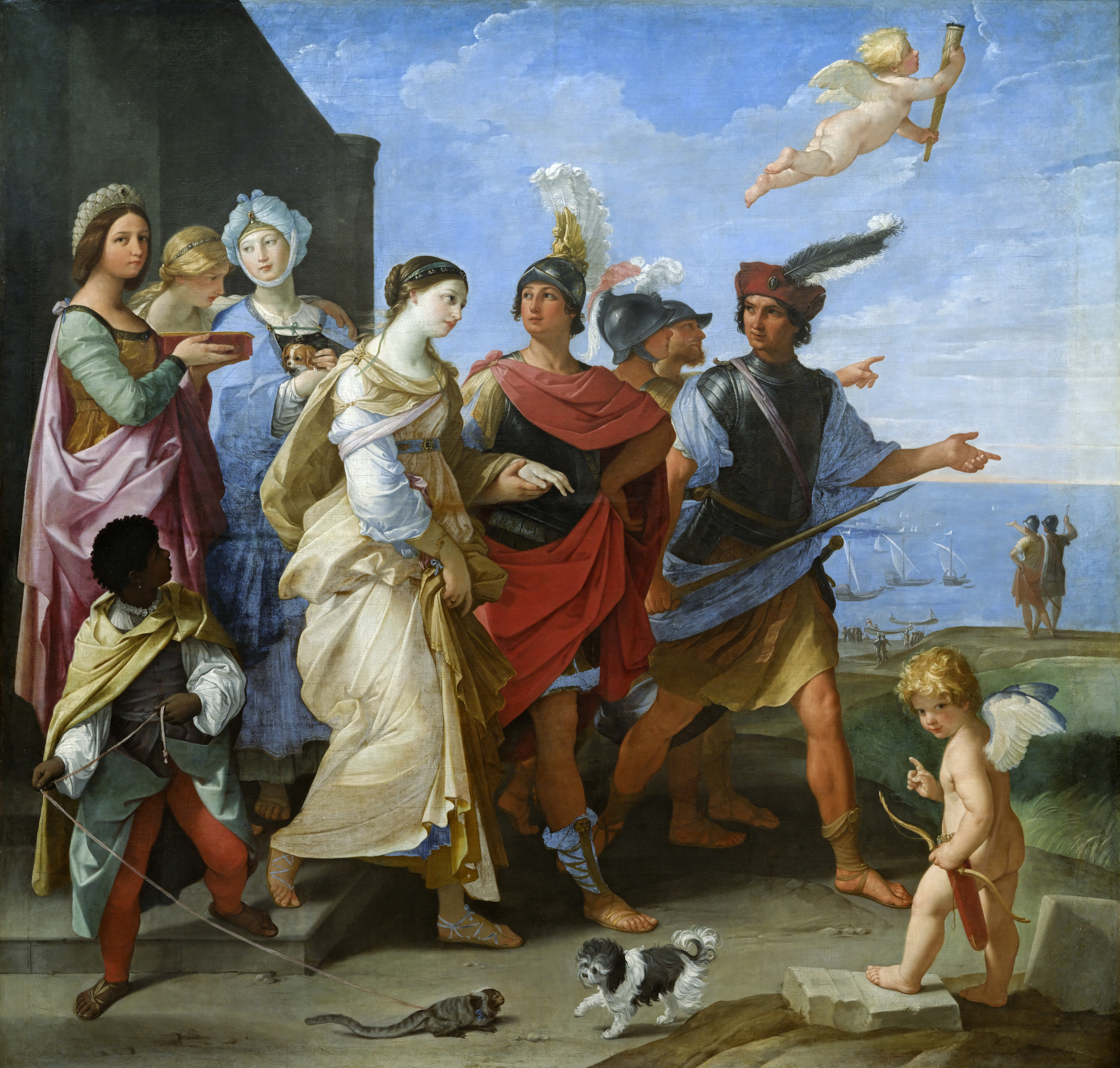
L'Enlèvement d'Hélène, musée du Louvre.

Guido Reni est ami avec les écrivains bolonais Cesare Rinaldi, Gaspare Bombaci et Andrea Barbazza, qui font répandre sa renommée à travers leurs œuvres. Giambattista Marino s'est auparavant adressé au peintre avec des lignes flatteuses dans sa Galleria (1620). Il peint, à l'origine pour Philippe IV (roi d'Espagne) L'Enlèvement d'Hélène (musée du Louvre, Paris), l'une des images les plus célèbres de son temps qui est célébrée par plusieurs poètes.
De la Crucifixion de l'église Santa Maria della Concezione dei Cappuccini (1616, Pinacothèque nationale) aux quatre Hercule (Paris, musée du Louvre), de L'Annonciation (Église du Gesù de Gênes) à Atalante et Hippomène (Naples, musée de Capodimonte), la tension croît à un tel point qu'elle devient difficilement soutenable, dans les limites de l'équilibre classique que Reni se propose d'atteindre. Sa Crucifixion et son Atalante et Hippomène dépeignent un mouvement diagonal dramatique couplé à des effets de lumière et d'ombre qui révèlent l'influence plus baroque du Caravage.
Après 1620, Reni se permet des moments de grâce, d'élégance, de sentimentalisme théâtral qui alternent avec des sommets d'expression spirituelle. Il crée ainsi les personnages de femmes célèbres (Marie Madeleine, Cléopâtre VII, Lucrèce (dame romaine), Sémiramis, Salomé (fille d'Hérodiade), Judith), toutes exténuées par la même langueur amoureuse, caractéristique sur laquelle se fondera sa renommée la plus grande, mais aussi la plus caduque. À la même époque, il exécute également de nombreuses toiles de sujets religieux d'un piétisme excessif.
En 1625, le prince Ladislas IV Vasa de Pologne visite l'atelier de l'artiste à Bologne lors de sa venue en Europe occidentale. Les rapports étroits entre le peintre et le prince polonais se traduisent par l'acquisition de dessins et de peintures.

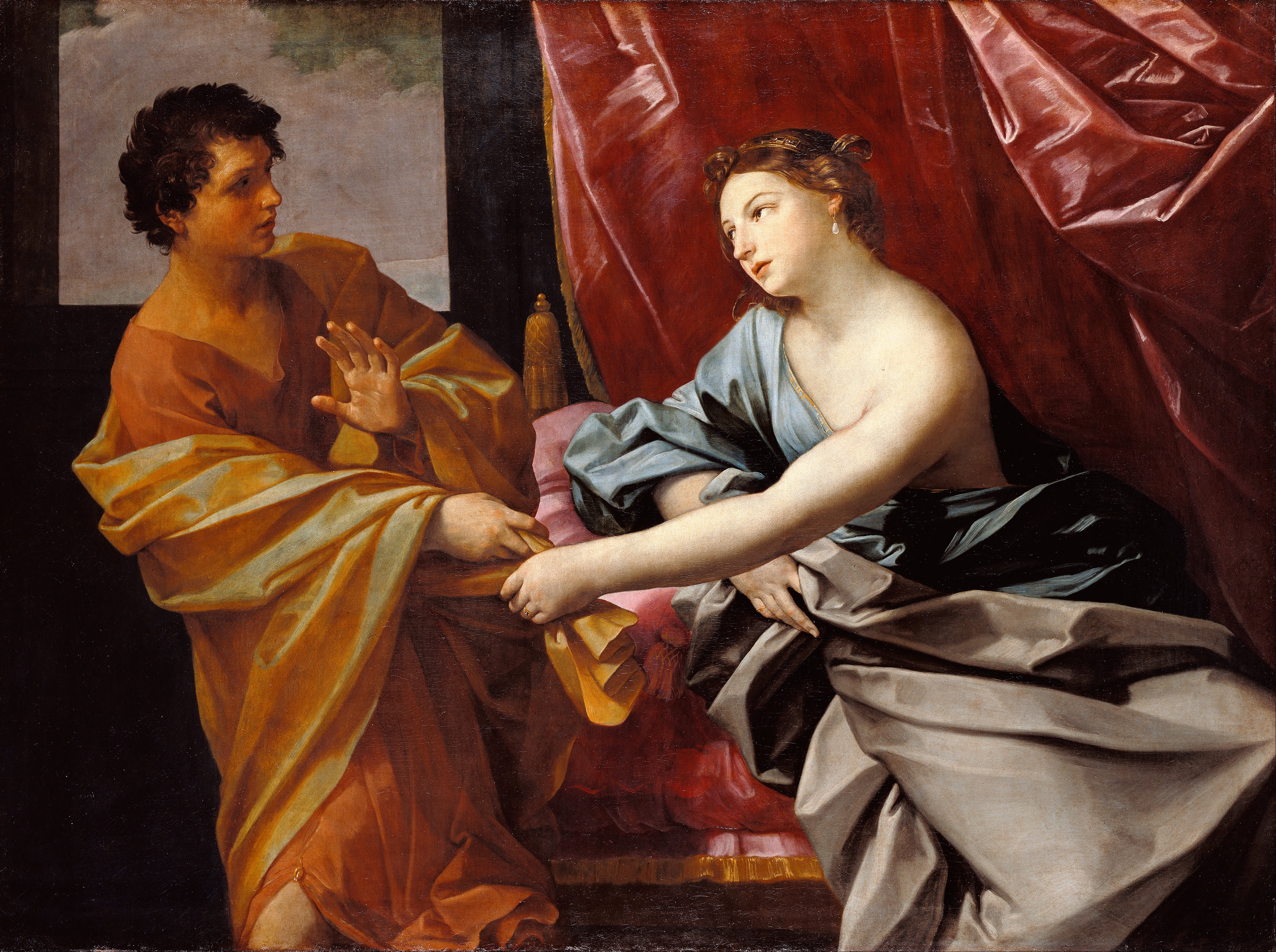
Joseph et la femme de Potiphar, vers 1630.

Toujours en 1625, il signe et date le Portrait du cardinal Roberto Ubaldini à Rome, aujourd'hui dans une collection privée anglaise, et le grand retable baroque de la Trinité pour l'église des Pellegrini, achevé en septembre et peint, selon Malvasia, en vingt- sept jours. La célèbre toile de l'Immaculée Conception appartient également à cette période (1627), aujourd'hui dans l'église San Biagio à Forlì.
Dans les années 1630, le style de peinture de Reni est devenu plus lâche, moins empâté et dominé par des couleurs plus claires. Parallèlement à la composition de ses œuvres, il conçoit des images nouvelles dont la beauté immatérielle nait d'une lumière de plus en plus irréelle. Sa palette s'éclaire peu à peu, prenant des reflets irisés. Ses évocations du paradis acquièrent les premières une transparence lunaire comme le Pala de la peste avec des images des saints Ignace de Loyola et François Xavier, peint en 1630, alors que Bologne est touchée par l'épidémie de peste en Italie de 1629-1631 et la Vierge et l'Enfant entourés d'anges avec les saints protecteurs de Bologne (1631-1632, Bologne, Pinacothèque nationale). Le retable votif commandé par le Sénat de Bologne est critiqué par les contemporains pour sa seconde voie : il éclaircit les ombres, les imprégnant d'argent, comme on peut aussi le voir dans la délicate Annonciation d'Ascoli Piceno.
Les thèmes de Reni sont principalement bibliques et mythologiques. Il peint peu de portraits ; ceux de Sixte V et du cardinal Bernardino Spada sont parmi les plus remarquables, avec celui de sa mère (Pinacothèque nationale) et quelques autoportraits, tant de sa jeunesse que de sa vieillesse[réf. nécessaire].
La soi-disant « Beatrice Cenci », autrefois attribuée à Reni et louée par des générations d'admirateurs, est désormais considérée comme une attribution douteuse. Béatrice Cenci a été exécutée à Rome avant que Reni n'y ait jamais vécu et il n'aurait donc pas pu exécuter le portrait. De nombreuses gravures sont attribuées à Guido Reni, certaines d'après ses propres peintures et d'autres d'après d'autres maîtres. Elles sont vives, dans un style léger de lignes et de points délicats. La technique de Reni, telle qu'utilisée par l'école bolonaise, était la norme pour les graveurs italiens de son temps.

### Dernières années

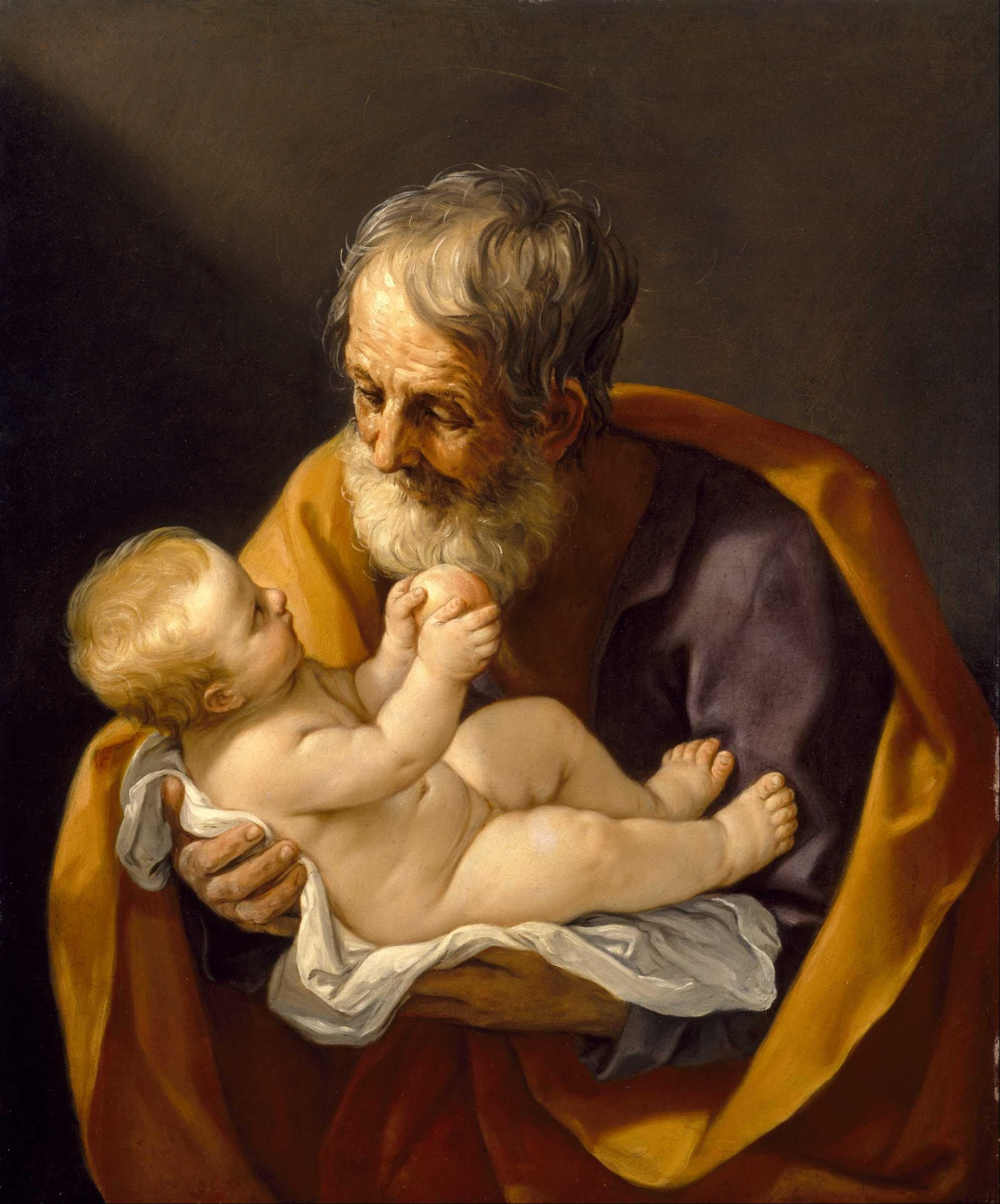
Saint Joseph et l'Enfant Jésus, 1640.

La dernière production comprend l'Adoration des bergers de Naples et de Londres, le Saint Sébastien de Londres et de Bologne, la Flagellation du Christ à Bologne, le Suicide de Cléopâtre et la Jeune fille à la couronne, tous deux aux musées du Capitole et un Saint Pierre dans une collection privée. Ce sont des œuvres que Malvasia a définies comme inachevées : exécutées avec des coups de pinceau rapides et sommaires, selon une intention stylistique que les critiques, à partir du XXe siècle, ont plutôt reconnue comme un choix esthétique conscient. Pour son biographe, en raison de dettes, le peintre a été contraint ces dernières années « de travailler des demi-figures et des têtes sur la première, et sans le lit en dessous ; de terminer inconsidérément les histoires et les tableaux les plus intéressants ; de prendre de l'argent en échange de tout le monde ; ne refuser aucun prêt d'amis; vendre, vil mercenaire, son travail au jour ou à l'heure. »
Il semble certain qu'il souffre de dépression : « Je commence à ne plus m'aimer », écrit-il, et avoue penser à la mort « sachant que j'ai beaucoup vécu, voire trop, en ennuyant beaucoup d'autres, obligé de rester bas comme tant que je vivrai ».
Les peintures de ses dernières années comprennent de nombreuses œuvres inachevées[réf. nécessaire].

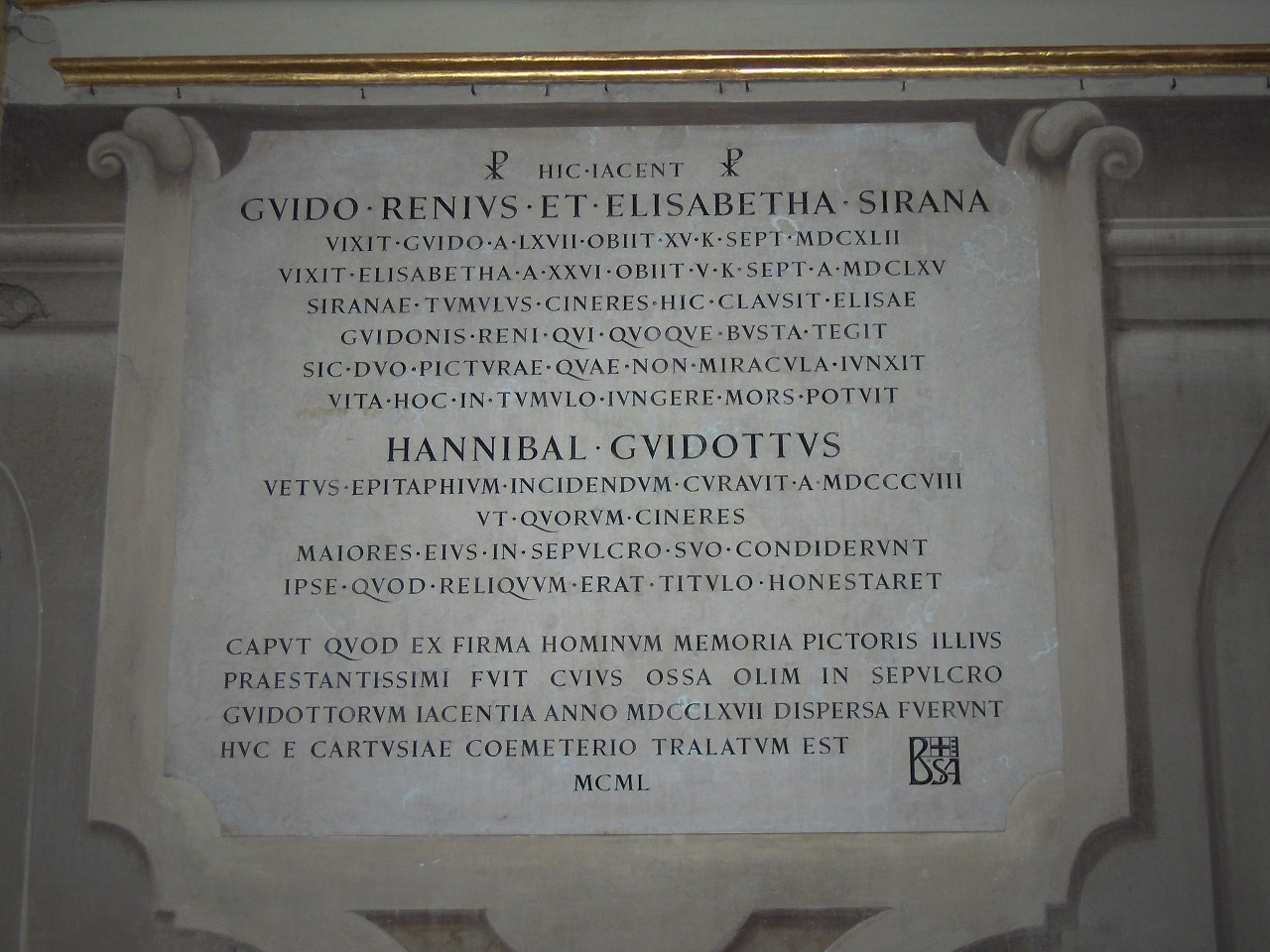
Tombe de Guido Reni et Elisabetta Sirani, Bologne, basilique San Domenico.

Le 6 août 1642, il est « pris de fièvres » et meurt à Bologne le 18 août, à l'âge de 67 ans. Le corps est exposé habillé en capucin et enterré dans la chapelle du Rosaire de la basilique San Domenico de Bologne, par la volonté du sénateur bolonais Saulo Guidotti, lié au peintre par une profonde amitié. À côté de lui git la dépouille d'Elisabetta Sirani, fille de Giovanni Andrea Sirani, son élève préféré que certains considéraient comme la réincarnation artistique de Reni[réf. nécessaire].
À sa mort, il est l'un des peintres les plus célèbres et vénérés de son temps, dépassé seulement par Pierre Paul Rubens, dont il était artistiquement et stylistiquement tout le contraire. Les œuvres de son atelier au moment de sa mort, même celles à moitié achevées ou à l'état de bozzetto, « se vendaient comme des petits pains chauds » aux amateurs de son art.

## Personnalité

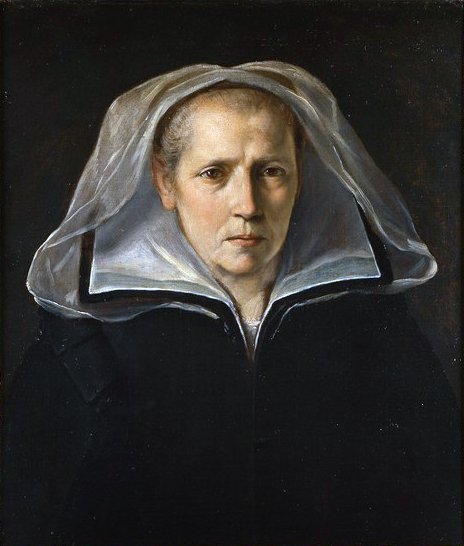
Portrait de sa mère (1615-1620), Pinacothèque nationale de Bologne.

On sait beaucoup de choses sur Guido Reni en tant que personne privée, car son premier biographe et admirateur, Malvasia, le connait personnellement et est un de ses amis. Le peintre est assez pieux et entretient une relation intime avec sa mère, dont il a également peint un portrait. Sinon, on dit qu'il est plutôt méfiant et froid envers les femmes. Il a peur des sorcières - ce qui n'est probablement pas rare à son époque - et d'être empoisonné.
Reni gagne de l'argent grâce à son art, mais vit aussi grand, est toujours bien habillé et à la dernière mode. Il est généreux envers ses amis et ses étudiants et donne anonymement de l'argent à des œuvres caritatives ; en revanche, il serait sensible et irritable, et en désaccord avec plusieurs de ses collègues (Albani et Le Dominiquin) et professeurs (Calvaert et Ludovico Carracci).
Joueur compulsif, Reni est souvent en difficulté financière malgré la demande constante pour ses peintures. Sa dépendance au jeu est un très gros problème qui est attestée par divers auteurs (Malvasia, Joachim von Sandrart). Selon son biographe, Malvasia, son besoin de récupérer les pertes de jeu a entraîné une exécution précipitée et de multiples copies de ses œuvres produites par son atelier. Malvasia rapporte également que l'artiste donne parfois de véritables performances devant des visiteurs de haut rang de l'aristocratie italienne ou européenne ou d'autres connaisseurs d'art, où il montre sa rapidité et sa maîtrise, peignant un tableau de taille moyenne en quelques heures sous les yeux de ses spectateurs,.
Le manque d'argent de Reni dû à sa dépendance au jeu conduit également à une sorte de production en série, par exemple il existe plusieurs versions souvent légèrement modifiées de L'Ascension de Marie, de l'Immaculée conception, de Marie Madeleine, du Christ couronné d'épines ou de la Mort de Cléopâtre. Certaines de ces peintures sont créées en partie ou entièrement par son atelier. En conséquence, toutes les images exécutées sous le nom de Reni ne sont pas de la même qualité.

## Style et critiques

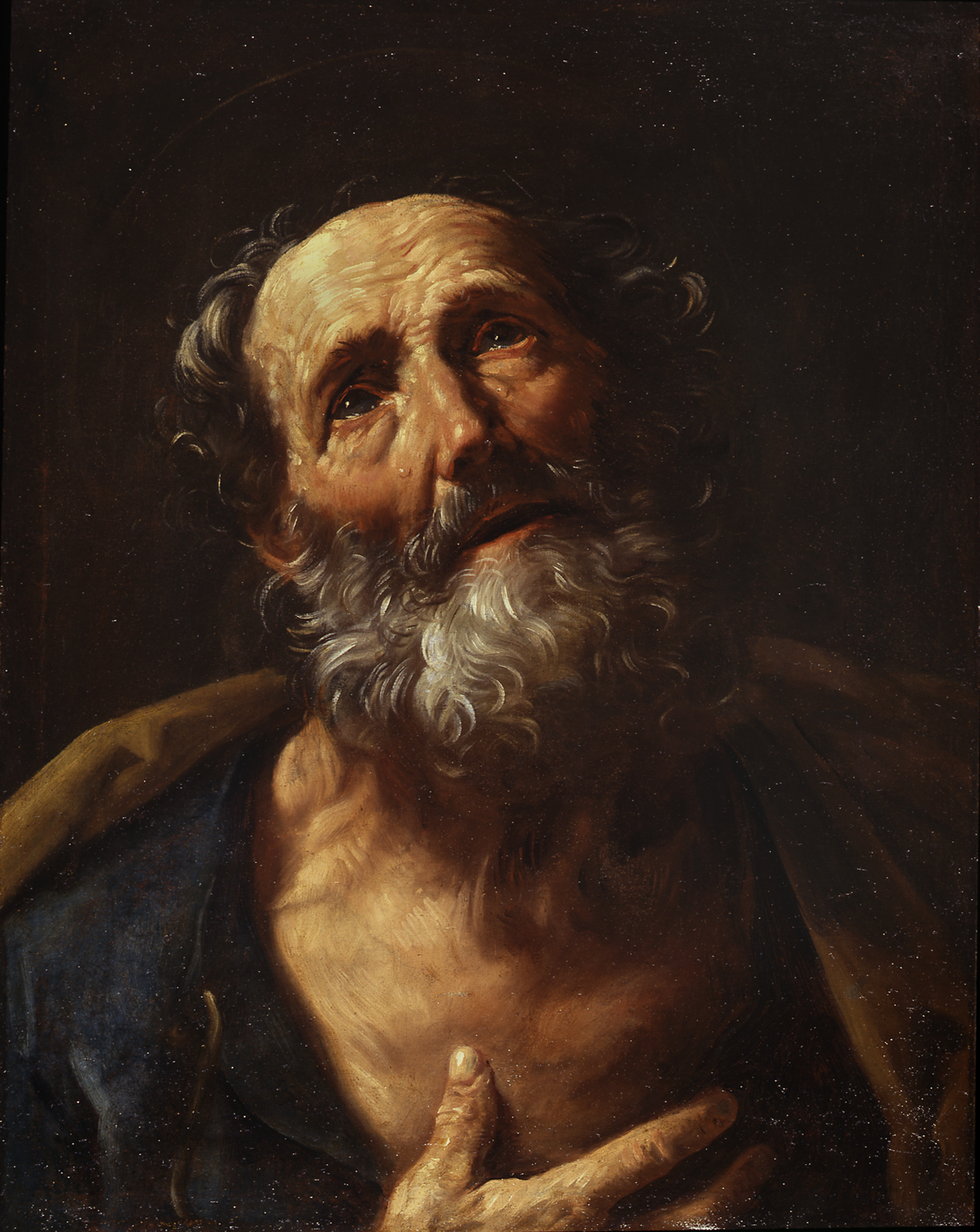
Saint Pierre pénitent, Collection Mainetti (Rome).

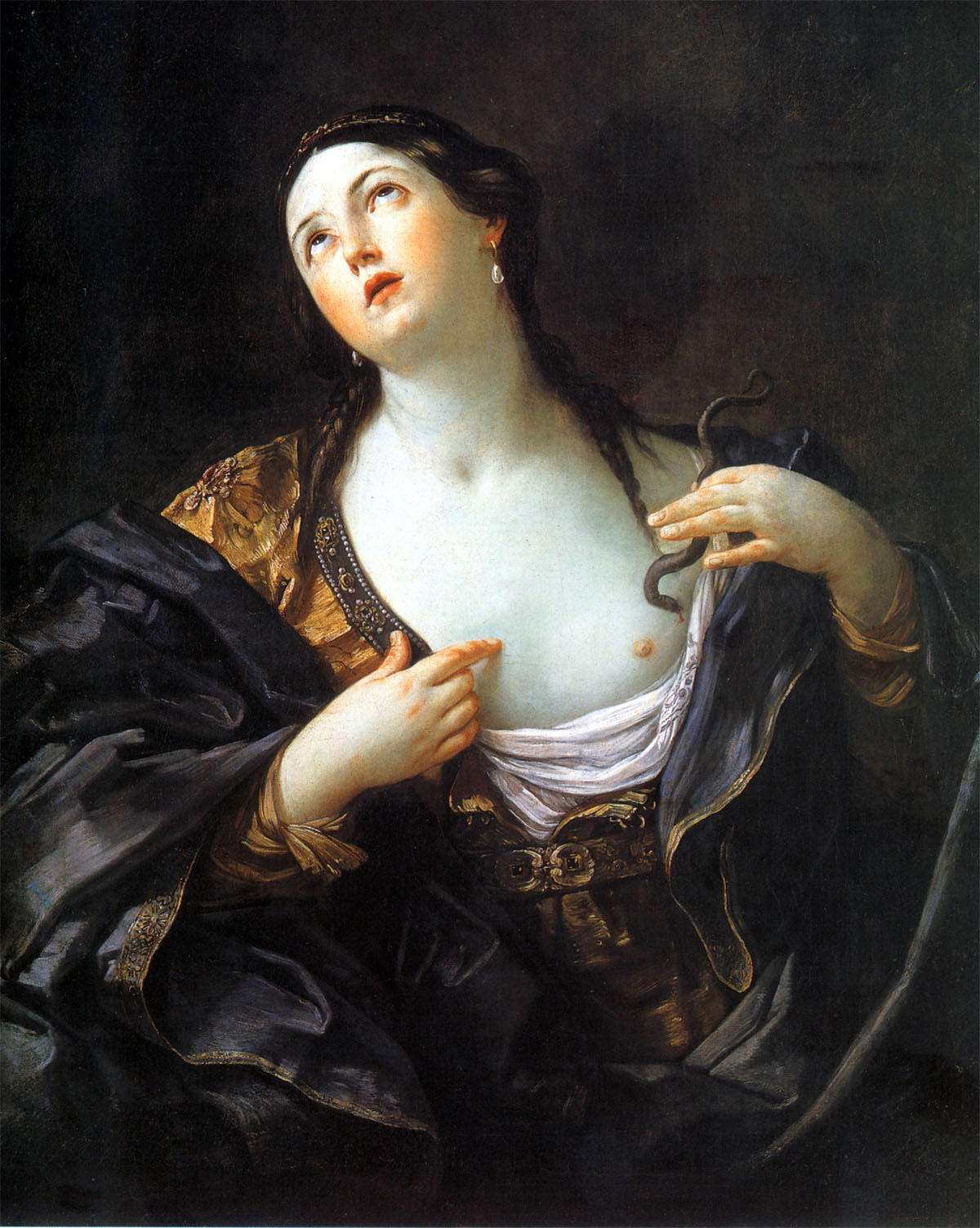
Le suicide de Cléopâtre (vers 1625-1626), Bildergalerie (Sanssouci), Potsdam.

Guido Reni est l'un des peintres les plus influents de l'histoire de l'art. L'ambiguïté substantielle de sa poétique a fait fluctuer l'appréciation de son œuvre au fil du temps : il a été exalté par ses contemporains pour l'harmonie obtenue en combinant le classicisme de Raphaël avec les influences pré-baroques et baroques précoces des Carracci, du Cavalier d'Arpin, et parfois (ou selon le sujet) avec même le ténébrisme de Caravage et ses exigences de vérité. Les besoins naturalistes déjà ressentis par Reni depuis l'époque où il fréquentait les Carracci, l'épuration des excès au nom du décorum et de la recherche de la beauté idéale aboutissent à une peinture dégagée de toute volonté de reproduction de la réalité extérieure, pour après 1620, de plus en plus culminer dans le pur classicisme.
« De tous les élèves des Carracci il fut le plus heureux et encore aujourd'hui on ne compte plus les personnes qui préfèrent ses œuvres au point de préférer la délicatesse et la grâce dont elles font preuve à la grandeur et aux fortes expressions des autres » (Des Avaux, 1666) et Pierre-Jean Mariette, en 1741, écrit que « la noblesse et la grâce dont Guido a imprégnées les visages, ses belles draperies, alliées à la richesse des compositions, ont fait de lui l'un des peintres les plus agréables. Mais il ne faut pas croire qu'il en soit venu là sans avoir fait un travail intense. Cela se voit surtout dans les grands dessins préparatoires : chaque détail est rendu avec une précision absolue. À travers eux, il se révèle comme un homme qui consulte continuellement la nature et qui ne compte pas sur son heureux don de l'embellir ».
Ses figures correspondent à un idéal classique de beauté et d'élégance et se déplacent pour la plupart avec un calme et un naturel gracieux. Sa palette de couleurs est brillante et riche au début, puis plus claire et tendant à être plus froide, et même plus éclaircie après 1630 ; un chatoiement argenté est typique du style tardif (dès les années 1620),. L'application de la peinture est lisse, sauf dans les travaux tardifs. Le style de Reni se caractérise par un disegno très clair et délicat, peut-être un héritage de son professeur flamand Calvaert. Selon Malvasia, la coloration claire de Reni a permis un assombrissement et un jaunissement ultérieurs des couleurs.
Dans les meilleures œuvres de Reni, le génie technique et intellectuel de l'artiste est évident, conférant une qualité particulière même à certaines peintures qui, à première vue, semblent lisses, rationnelles ou conçues pour l'effet. Bien sûr, cela s'applique moins aux « produits de série » qui ont apparemment été créés avec l'aide ou exclusivement de son atelier - ou même en tant que copies étrangères.
Les œuvres de la dernière manière avec des formes qui se dissolvent dans la lumière sont appréciées également du XVIIIe au XIXe siècle, en dehors du coup de colère de John Ruskin, en 1844, (« la religion doit être et a toujours été le fondement et le guide l'esprit de tout véritable art. Une colère désespérée m'assaille quand j'apprends qu'Eastlake achète Guido pour la National Gallery »), on fait silence autour de Reni quand il n'y a pas de mépris pour certaines expressions de sa peinture dévotionnelle.
En 1923, l'important article de l'historien de l'art Hermann Voss sur les années romaines de l'activité de Reni est publié, dans lequel le savant allemand identifie l'attention des Bolonais à la peinture moderne d'Annibale Carracci et du Caravage lui-même, mais avec une approche conservatrice qui « paralyse » la monumentalité d'un et le naturalisme de l'autre, au point de susciter l'enthousiasme d'un Cavalier d'Arpin. « Le charme irrésistible de Reni était et est placé dans le charme sensuel de son chant dans une douceur musicale typique et inimitable [...] la façon dont il laisse tomber une robe bruissante, avec laquelle, grâce à une courbe de composition très simple, il fait résonner et vibrer toute la figure, elle a quelque chose de somnambule. » Il n'y a pas de nouvelles pensées et d'originalités de composition chez Reni mais une simple confrontation avec la tradition : la force du peintre réside « dans le sens élevé de la beauté et dans cette musicalité du sentiment qui ennoblissent chaque ligne, chaque mouvement ».
Pour Roberto Longhi, le désir de Reni est très aigu « pour une beauté ancienne qui renferme une âme chrétienne [...] souvent, tel un vrai peintre et poète, il imagine des gammes paradisiaques [...] des anges soufflés de rose et de blond [.. .] un désir d'extase, où le corps n'est plus qu'un souvenir murmuré, une empreinte ; un motif presque bouddhiste, qui s'accorde bien avec l'expérience tentée par Guido de la peinture sur soie, précisément à l'image des Orientaux ».
Pour Cesare Gnudi, la poétique classique était dominante chez Reni, et lui, tout en identifiant son idéal de beauté avec les images de la mythologie classique, devait médiatiser cet idéal avec la réalité historique, politique et religieuse, à laquelle il adhérait, de la Contre-Réforme, et « entre son idéal de beauté et son sentiment religieux déjà ancré dans une piété tranquille et accommodante, il n'a peut-être jamais ressenti un réel contraste ». Il n'est pas vrai que le « vrai » Reni se trouverait dans l'évocation de sujets mythologiques et qu'un « faux » Reni s'exprimerait dans la conventionnalité de ses sujets religieux ; si le monde classique et le monde religieux ne s'opposent pas, ils ne s'identifient pourtant même pas et Reni ne s'est jamais senti obligé de choisir : « Le choix ne s'est pas fait parce qu'il sentait une partie vitale de lui-même dans les deux mondes. Il n'y a jamais eu de renonciation de l'un au nom de l'autre. Le dualisme est resté ainsi jusqu'à la fin, continuellement composé et continuellement émergeant ».

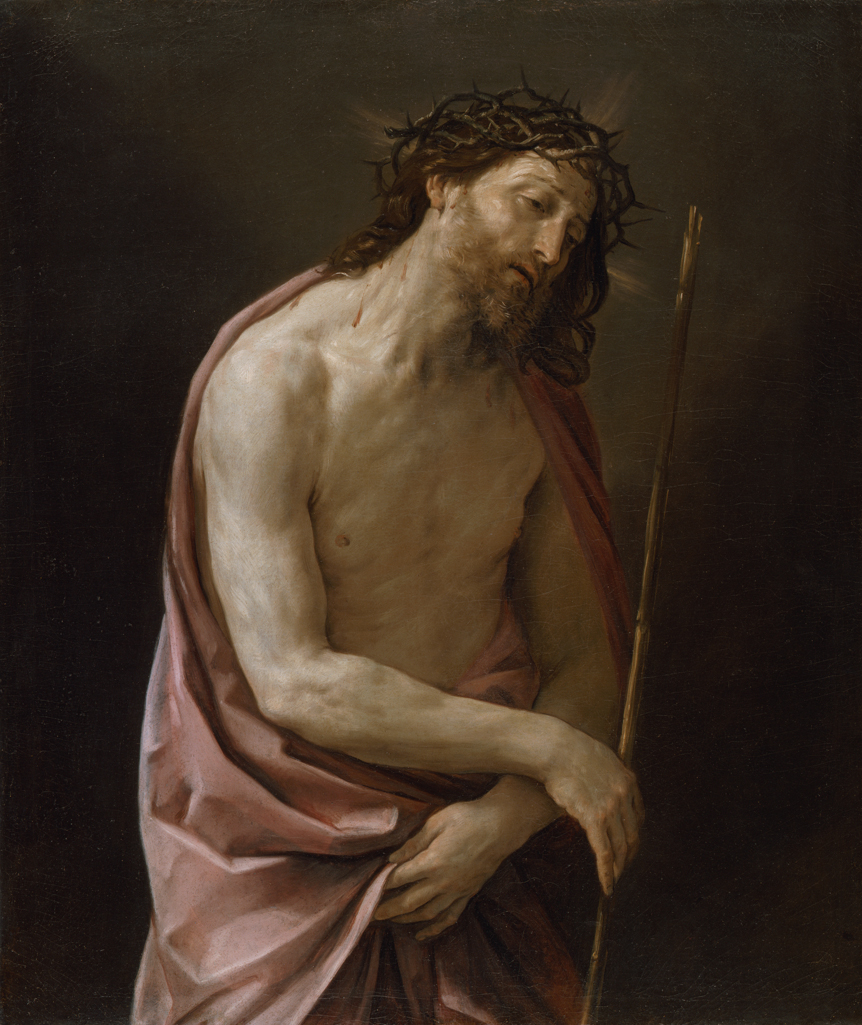
Ecce Homo, vers 1639, huile sur toile,, Fitzwilliam Museum, Cambridge.

Ces dernières années « la lévitation de la forme matérielle sera suivie d'un démantèlement progressif des derniers vestiges naturels ; la peinture se décomposera de plus en plus comme une chrysalide, laissant émerger la structure maigre mais persuasive du projet graphique sous-jacent. L'accélération est si évidente que sous les voûtes de l'atelier situé presque sur la Piazza Maggiore le non finito que le maniérisme avait porté au niveau de la métaphore (l'impossible à dire, à exprimer) que Guido entendait au contraire comme la sublime poétique du mépris de l'exprimable touché et saisi dans la plénitude de l'idée, de son déguisement mondain » (Andrea Emiliani).
Cependant, les copies et imitations nombreuses, mais pas toujours bonnes, de Reni posèrent également des problèmes et rendirent plus tard difficile une classification équitable de son travail. Au XIXe siècle, le vent tourna brusquement en faveur du peintre, vénéré comme le « divin Guido », après que l'écrivain d'art anglais John Ruskin, qui détestait l'art baroque de l'école bolonaise en général, qualifia l'art de Reni de « sentimental » et, curieusement, même de « vulgaire ». Le jugement de « sentimentalité » a été utilisé au XXe siècle encore et encore, notamment dans diverses encyclopédies, hardiment répétées, ainsi en 1908 dans le Meyers Konversations-Lexikon - qui d'ailleurs rabaissait nombre d'artistes baroques italiens probablement par esprit de nationalisme - ou en 1968 par Hans Werner Grohn dans Kindler's painting lexicon ; Joachim Fernau a parlé en 1958 d'« image(s) très douce(s), complètement sans atmosphère et intérieurement fausse(s) ».
Un nouvel intérêt pour l'art de Guido Reni s'était déjà éveillé vers 1900, surtout dans les pays germanophones, d'abord avec Jacob Burckhardt (1896) et Aloïs Riegl (1908), et plus tard avec Hermann Voss (historien de l'art) (1923) et Otto Kurz (1937),.
Un tournant majeur dans l'appréciation de l'artiste est la grande exposition Reni à Bologne en 1954, préparée par Cesare Gnudi et Gian C. Cavalli : pour Carlo Ludovico Ragghianti, « le vrai Reni se présente à nous comme un artiste qui est resté, au-delà de toute doctrine et compétence de preuve, adolescent anxieux, dans un crépuscule d'expériences qui, comme à la puberté, il enveloppe le sens dans l'imaginaire et lui donne cet éclairage fascinant qui élargit la réalité. » Après cela, l'intérêt pour l'artiste s'est finalement éveillé, diverses publications ont suivi, des peintures ont été restaurées, et un signe de sa réhabilitation définitive a ensuite été l'exposition de 1988-89, tenue à la Pinacothèque nationale de Bologne, au (musée d'Art du comté de Los Angeles) et aussi en Allemagne au Schirn de Francfort.

## Elèves et postérité
Reni est l'artiste italien le plus célèbre de sa génération. Grâce à ses nombreux élèves, il a eu une large influence sur le baroque ultérieur. Il a installé deux ateliers au centre de Bologne, grouillant de près de 200 élèves. Son élève le plus fameux est Simone Cantarini, dit Il Pesarese, qui peignit le portrait de son maître aujourd'hui à la Galerie Bolonaise. Les autres élèves bolonais de Reni incluent Antonio Randa (au début de sa carrière considéré comme le meilleur élève de Reni, jusqu'à ce qu'il tente de tuer son maître) et déménage rapidement dans l'atelier de Lucio Massari, Vincenzo Gotti, Emilio Savonanzi, Sebastiano Brunetti, Tommaso Campana, Domenico Maria Canuti, Bartolomeo Marescotti, Giovanni Maria Tamburini et Pietro Gallinari (Pierino del Signor Guido).
D'autres artistes furent formés par Reni dont : Antonio Giarola (Cavalier Coppa), Giovanni Battista Michelini, Guido Cagnacci, Jean Boulanger de Troyes, Paolo Biancucci de Lucques, Pietro Ricchi ou Righi de Lucca, Pietro Lauri Monsu, Giovanni Giacomo Sementi, Gioseffo et Giovanni Stefano Danedi, Giovanni Giacomo Manno, Carlo Cittadini de Milan, Luigi Pellegrini Scaramuccia, Bernardo Cerva, Francesco Costanzo Cattaneo de Ferrare, Francesco Gessi et Marco Bandinelli.
Au-delà de l'Italie, l'influence de Reni est importante dans le style de nombreux artistes baroques espagnols, tels que José de Ribera et Bartolomé Esteban Murillo.
Son art séduira la première génération des grands collectionneurs français tels que Richelieu, Mazarin, le financier Louis Ier Phélypeaux de La Vrillière ou encore le duc de Créquy.
Reni a eu une influence forte, directe et reconnaissable sur de nombreux artistes de son temps et des époques ultérieures. Les courants classicistes dans l'art romain et italien des XVIIe et XVIIIe siècles sont tous plus ou moins influencés par lui. Les exemples en sont Le Guerchin (dans l'œuvre tardive), le Bolonais Marcantonio Franceschini et le romain Carlo Maratta, et ses successeurs. Les peintres « vrais » classiques de la fin du XVIIIe et du début du XIXe siècle, dont Anton Raphael Mengs, Pompeo Batoni, Jacques-Louis David et Jean-Auguste-Dominique Ingres, doivent beaucoup à Reni.
Son travail fut particulièrement apprécié en France - Stendhal disait que Reni devait avoir « une âme française » - et a influencé des générations d'artistes français tels que Eustache Le Sueur, Charles Le Brun, Joseph-Marie Vien et Jean-Baptiste Greuze, ainsi que des peintres néoclassiques français ultérieurs. Au XIXe siècle, la réputation de Reni a décliné en raison d'un changement de goût, illustré par le jugement censuré de John Ruskin selon lequel le travail de l'artiste était sentimental et faux. Un regain d'intérêt pour Reni s'est produit depuis 1954, lorsqu'une importante exposition rétrospective de son travail a été montée à Bologne.
La figure de Guido Reni a également été reprise par l'écrivain allemand Joseph von Eichendorff dans son roman Aus dem Leben eines Taugenichts, Scènes de la vie d'un propre à rien.
Le roman biographique Il Viaggio de Guido Reni, écrit par Manlio Cancogni et lauréat du Prix Grinzane-Cavour 1987 est consacré au premier aller-retour de Reni de Rome, et aux doutes sur sa peinture.

## Œuvres
Le musée du Louvre conserve vingt de ses tableaux, le musée du Prado à Madrid dix-huit, la National Gallery de Londres sept. Parmi les sept de la National Gallery se trouve le petit Couronnement de la Vierge, peint sur cuivre, probablement avant que le Maître ne quitte Bologne pour Rome.